# Oil's Well
Oil's Well is een Engelstalig singleplayer computerspel dat werd ontwikkeld en uitgegeven door Sierra On-Line. Het spel kwam in 1983 uit voor de Apple II, Atari (8 bit) en de Commodore 64. Later kwam het spel ook beschikbaar voor andere homecomputers. De laatste port stamt uit 1990 voor DOS, die ontwikkeld werd door Banana Development. De speler moet een zo lang mogelijke oliepijpleiding maken in de aarde. Hij wordt hierbij tegengewerkt door monsters die onder de aarde kruipen. Alleen met de kop kan hij vijanden opeten. Als de pijpleiding halverwege geraakt wordt door een monstertje verliest de speler een leven. Het spel heeft acht verschillende levels.

## Platforms
| Jaar | Platform                            |
| ---- | ----------------------------------- |
| 1983 | Apple II, Atari 8-bit, Commodore 64 |
| 1984 | ColecoVision, PC Booter             |
| 1985 | MSX                                 |
| 1990 | DOS                                 |

## Ontvangst
Het spel werd wisselend ontvangen:
| Beoordeeld door | Platform     | Datum         | Score |
| --------------- | ------------ | ------------- | ----- |
| TeleMatch       | Atari 8-bit  | juli 1984     | 80%   |
| All Game Guide  | ColecoVision | 1998          | 80%   |
| Power Play      | DOS          | februari 1991 | 33%   |